# جون بول روتان
جون بول روتان هو ممثل كندي، ولد في 12 مايو 2001 بتورونتو في كندا.

## أعمال

### أفلام
- (2012) هذا معناه حرب[5][6]
- (2014) روبوكوب[7][8][9]

## وصلات خارجية
- جون بول روتان على موقع IMDb (الإنجليزية)
- جون بول روتان على موقع قاعدة بيانات الفيلم (الإنجليزية)